# Gossip
För musikgruppen, se Gossip (band),  för den amerikanska filmen med samma originalnamn, se Skvaller (film)
Gossip är en svensk dramafilm från 2000 av Colin Nutley med Helena Bergström, Pernilla August och Brasse Brännström m.fl.

## Handling
I Gossip får vi följa tio kvinnliga skådespelare från morgon till kväll, under arbete och fritid, genom filminspelningar, repetitioner och teaterföreställningar. Kvinnorna är goda vänner, men också konkurrenter, eftersom nio av dem har provfilmat för en amerikansk nyinspelning av Garboklassikern "Drottning Kristina".
Den här dagen är speciell av flera anledningar - en av dem fyller 40 år, och det är just denna dag som det skall offentliggöras vem som har fått rollen.

## Om filmen
Manuset är skrivet av Colin Nutley som även har gjort regi och producentrollen. Filmen hade svensk DVD-release den 4 juli 2001. Gossip blev Margaretha Krooks sista filmroll, en roll som rosades av kritikerna.

## Rollista (i urval)
- Harriet Andersson - Camilla Steen
- Helena Bergström - Stella Lindberg
- Suzanne Reuter - Alexandra Furustig
- Lena Endre - Rebecca Olsson-Frigårdh
- Stina Ekblad - Eivor Pellas
- Brasse Brännström - Rolf Andersson
- Peter Haber - Gregor Becklén
- Ewa Fröling - Georgina Seth
- Mikael Persbrandt - Åke Frigårdh
- Margaretha Krook - Ingrid Seth
- Marika Lagercrantz - Karin Kalters
- Pernilla August - Molly Fischer
- Rolf Lassgård - Magnus Wiktorsson
- Roger Pontare - Som sig själv
- Johan Rabaeus - Claes-Mikael Reuter
- Marie Richardson - Cecilia Falck
- Gunilla Röör - Git Jeppson
- Per Svensson - Taxichaufför
- Johan Widerberg - Alexander
- Rikard Wolff - Karl-Johan Steen